# Bibliothek für den guten Geschmack

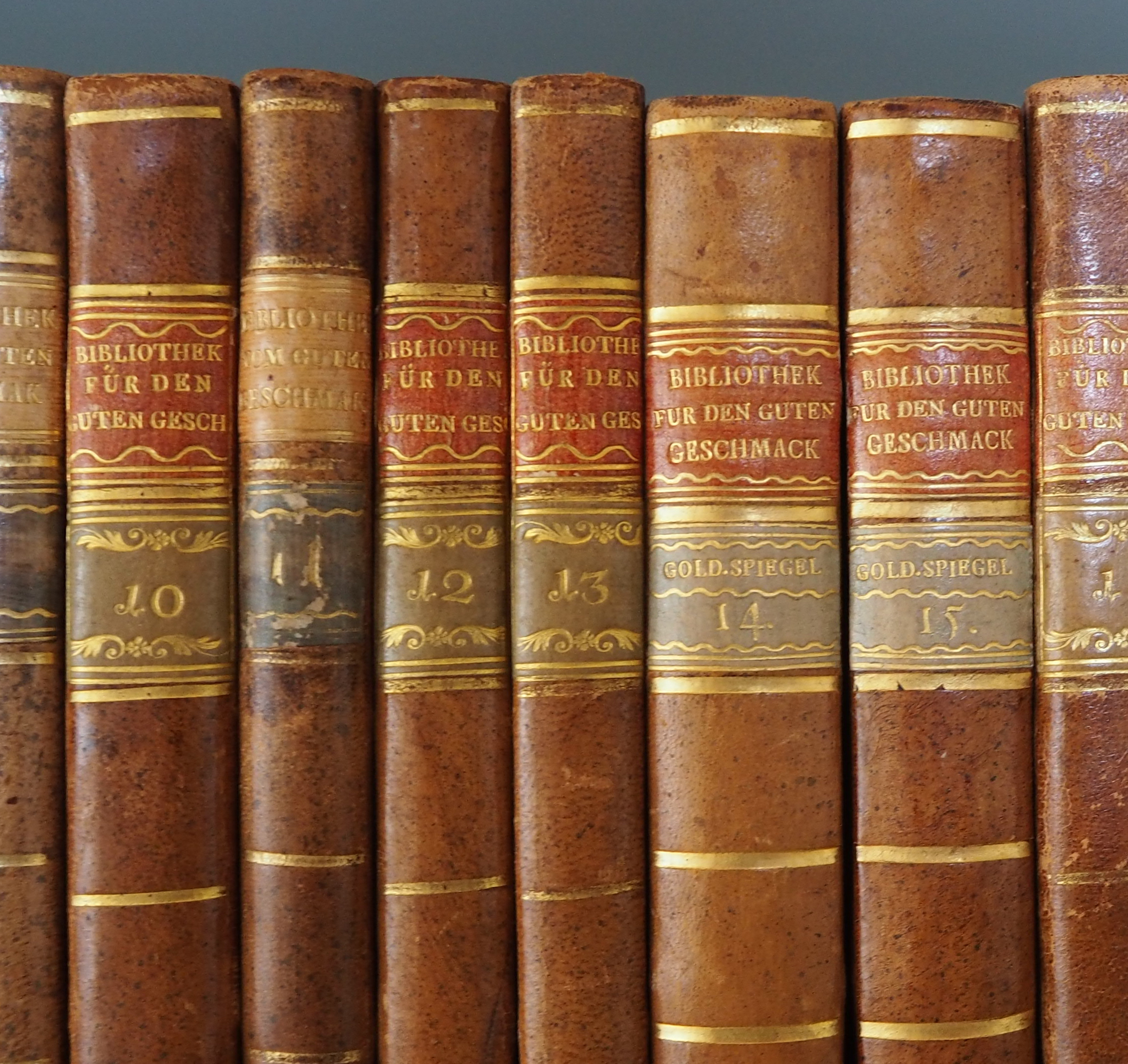
Bibliothek für den guten Geschmack

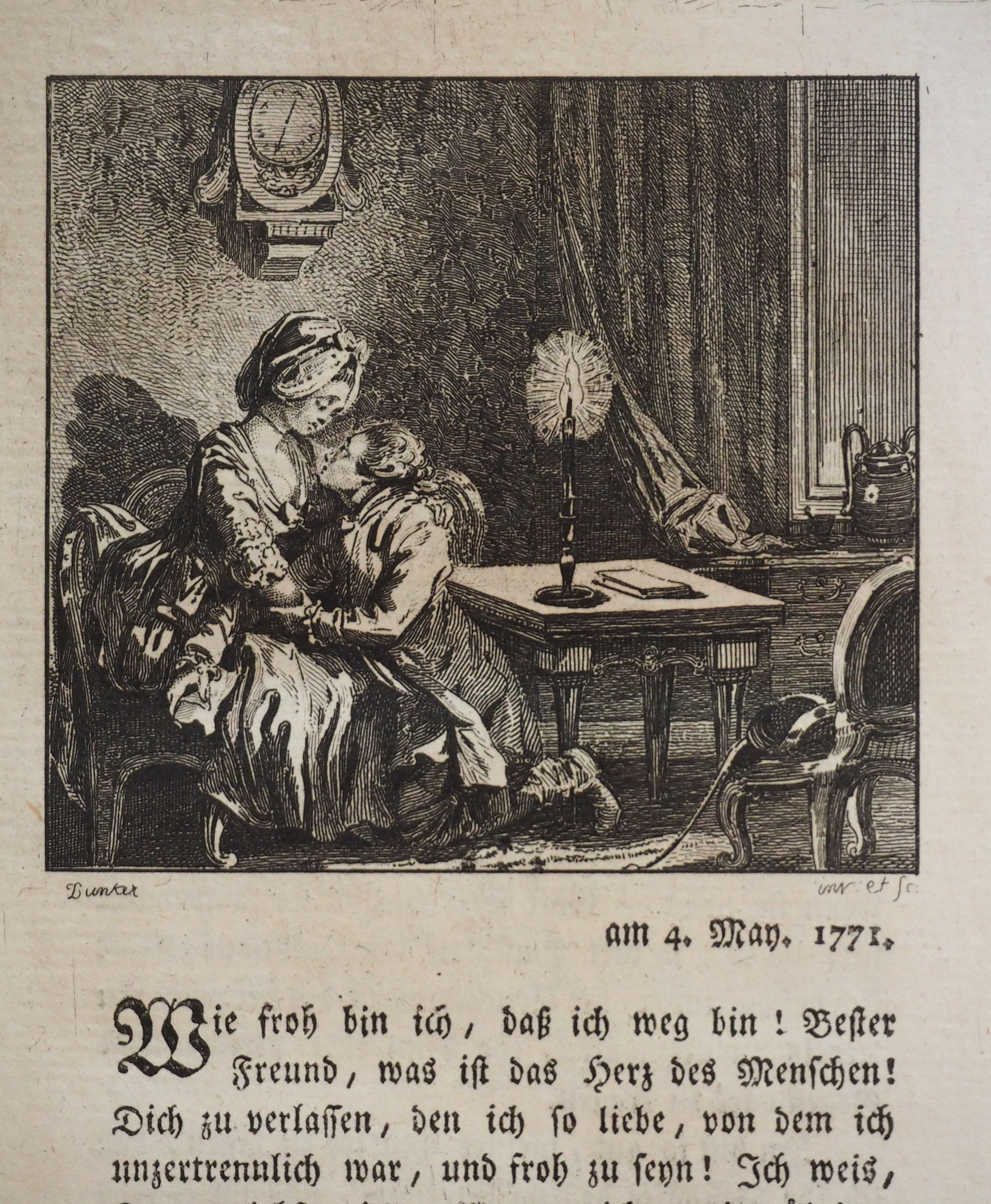
Illustration für den Band Die Leiden des jungen Werthers (1775)

Die Bibliothek für den guten Geschmack ist eine zwischen 1772 und 1788 in Bern, Amsterdam und Wien erschienene Buchreihe.
Der Berner Verleger Beat Ludwig Walthard (1743–1802) gab in Verbindung mit Johannes Schreuder in Amsterdam und Thomas von Trattner in Wien eine Reihe von Nachdrucken heraus. In der Reihe erschienen Werke von Sophie von La Roche, Christoph Martin Wieland, Christian Fürchtegott Gellert, Johann Wolfgang Goethe sowie August Gottlieb Meissner.
Der Buchschmuck der Reihe stammt von Balthasar Anton Dunker, Marquard Wocher und Sigmund Freudenberger.

## Bandübersicht
| Band | Autor, Titel | Bemerkungen | Jahr | Digitalisat |
| ---- | --- | ----------- | ---- | ----------- |
| 1    | Christoph Martin Wieland, Geschichte des Fräuleins von Sternheim (Band 1)                                                                               |             | 1773 |             |
| 2    | Christoph Martin Wieland, Geschichte des Fräuleins von Sternheim (Band 2)                                                                               |             | 1773 |             |
| 3    | Christoph Martin Wieland, Die Abentheuer des Don Sylvio von Rosalva (Band 1)                                                                            |             | 1774 |             |
| 4    | Christoph Martin Wieland, Die Abentheuer des Don Sylvio von Rosalva (Band 2)                                                                            |             | 1774 |             |
| 5    | Christian Fürchtegott Gellert, Briefe (Band 1) |             | 1774 |             |
| 6    | Christian Fürchtegott Gellert, Briefe (Band 2) |             | 1775 |             |
| 7    | Christoph Martin Wieland, Der neue Amadis (Band 1) |             | 1773 |             |
| 8    | Christoph Martin Wieland, Der neue Amadis (Band 2) |             | 1775 |             |
| 9    | Christoph Martin Wieland, Die Grazien Christoph Martin Wieland, Der verklagte Amor Christoph Martin Wieland, Musarion, oder die Philosophie der Grazien |             | 1775 |             |
| 10   | Christoph Martin Wieland, Idris |             | 1775 |             |
| 11   | Johann Wolfgang Goethe, Die Leiden des jungen Werthers                                                                                                  |             | 1775 |             |
| 12   | Johann Wolfgang Goethe, Götz von Berlichingen mit der eisernen Hand                                                                                     |             | 1776 | BSB         |
| 13   | Johann Wolfgang Goethe, Clavigo Johann Wolfgang Goethe, Stella Johann Wolfgang Goethe, Götter, Helden und Wieland                                       |             | 1776 |             |
| 14   | Christoph Martin Wieland, Der goldene Spiegel, oder, Die Könige von Scheschian, Band 1                                                                  |             | 1773 |             |
| 15   | Christoph Martin Wieland, Der goldene Spiegel, oder, Die Könige von Scheschian, Band 2                                                                  |             | 1773 |             |
| 16   | August Gottlieb Meissner, Alcibiades, Band 1 |             | 1785 |             |
| 17   | August Gottlieb Meissner, Alcibiades, Band 2 |             | 1785 |             |
| 18   | August Gottlieb Meissner, Alcibiades, Band 3 |             | 1788 |             |
| 19   | August Gottlieb Meissner, Alcibiades, Band 4 |             | 1788 |             |